# LGBT Ordbog
LGBT Ordbog er en ordbog af LGBT Danmark. Den kan enten downloades som PDF på LGBT Danmarks hjemmeside eller læses online. 2. udgave blev udgivet i marts 2015.